# Suverene vojne baze
Suverene vojne baze su baze britanske vojske u zemljama koje su bile pod vladavinom Ujedinjenog Kraljevstva, a koje su poslije uspostavljanja nezavisnosti ostale pod Ujedinjenim Kraljevstvom.

## Cipar
Pogledajte članak: Akrotiri i Dhekelia.

## Irska
Poslije nezavisnosti Irske 1922. godine, tri luke Erehaven, Queenstown i Lough Swilly, su ostale pod Ujedinjenim Kraljevstvom Angloirskim sporazumom 1921. Ostale su pod suverenitetom Ujedinjenog Kraljevstva do 1938. godine, kada su vraćene pod suverenitet Irske.

## Poveznice
- Britanska prekomorska područja

## Vanjske poveznice
- Suverene vojne baze, službene stranice  Arhivirana inačica izvorne stranice od 4. veljače 2008. (Wayback Machine)